# Patellapis nefasitica
Patellapis nefasitica là một loài Hymenoptera trong họ Halictidae. Loài này được Cockerell mô tả khoa học năm 1935.